# Шеломки (Красноярский край)
Шеломки — село в Дзержинском районе Красноярского края. Административный центр Шеломковского сельсовета.

## История
Село было основано в 1756 году. По данным 1926 года в Шеломках имелось 262 хозяйства и проживало 1097 человек (550 мужчин и 547 женщин). В национальном составе населения преобладали русские. В административном отношении село являлось центром Шеломковского сельсовета Рождественского района Канского округа Сибирского края.

## Население
| 2010 |
| ---- |
| 530  |